# Dril
Drillen (Mandrillus leucophaeus) er en bavian i slægten skovbavianer. Den er nært beslægtet med mandrillen. Drillens udseende er lig mandrillens, men mangler mandrillens distinkte farverige ansigt. Den lever udelukkende i Cameroun nord for Sanaga-floden og på kystøerne Bioko, som tilhører Ækvatorialguinea. Drillen er Afrikas mest truede primat.

## Taksonomi
To underarter af driller accepteres af nogle kilder, men anses ikke for at være adskilte af andre:
- Fastlandsdril, Mandrillus leucophaeus leucophaeus
- Bioko dril, Mandrillus leucophaeus poensis

Drillens nærmeste slægtning er mandrillen (Mandrillus sphinx), som lever fra det sydlige Cameroun gennem Ækvatorialguinea, Gabon, og ind i Republikken Congo. De to arter lever allopatrisk ved Sanaga-floden.

## Udseende
Drillen er en korthalet abe som bliver op til 70 cm lang. Den ligner mandrillen i udseende, men mangler mandrillens karakteristiske blå kinder og røde næse. Drillen udviser stor kønsdimorfi i vægt, da hannerne, vejer op til 20 kg, mens hunnerne kun når en vægt på op til 12,5 kg.
Drillens krop er generelt mørkegrå til brun. Drillen har et mørkegråt til sort ansigt, med en hvid hage. Rumpen er pink, lilla og blå. Fuldvoksne hanner har en lyserød underlæbe.

## Levevis
En alfahan leder en flok på 20-30 individer, og er far til de fleste af ungerne i denne flok. En flok kan slutte sig sammen med en anden flok og danne en større flok på over 100 individer. De lever ikke samme sted året rundt, men flytter alt efter årstid. Når de har flyttet vil de ofte gnide deres bryster på træer for at markere deres territorium. Driller skaffer hovedsageligt føde på jorden, men klatrer op i træer for at sove om natten. Hunnerne føder en enkelt unge af gangen. Man har en enkelt gang oplevet at en dril har født tvillinger på et rehabiliterings- og avlscenter for primater i Nigeria. Den gennemsnitlige levetid i fangenskab er 28 år. Drillens føde består primært af et bredt udvalg af frugter, men den spiser også urter, rødder, æg, insekter og af og til også små pattedyr.

## Udbredelse
Drillen findes kun i regnskove i Cross River i Nigeria, Cameroun nord for Sanaga-floden og på øen Bioko, som er en del af Ækvatorialguinea. Hele drillens globale udbredelse er mindre end 40.000 km2.

## Bevarelse
Drillen er blandt Afrikas mest truede pattedyr og er opført på IUCN's rødliste som den højeste bevaringsprioritet for alle afrikanske primater. Antallet af driller har været faldende i årtier som følge af ulovlig kommerciel jagt og ødelæggelse af levesteder til fordel for menneskelig udvikling. Man estimerer at der er så få som 3.000 driller tilbage i naturen, med det højeste befolkningsestimat på 8.000 individer. I alt 174 driller, er blevet genvundet fra ulovlig fangst, og lever nu på et rehabiliterings- og avlscenter i Nigeria, som har høje succesrater i avl. Der er desuden driller i omkring 40 zoologiske haver i verden.